# Eremostachys adenantha
Eremostachys adenantha là một loài thực vật có hoa trong họ Hoa môi. Loài này được Jaub. & Spach mô tả khoa học đầu tiên năm 1850.